# Tawen Lodrö Gyaltsen
Tawen Lodrö Gyaltsen (1332-1364) was van 1347 tot 1364 de vijftiende sakya trizin, de hoogste geestelijk leider van de sakyatraditie in het Tibetaans boeddhisme. Hij volgde zijn oom Sönam Gyaltsen op. Tawen Künga Rinchen volgde hem op als zestiende sakya trizin.

## Afname invloed Sakya
Vanaf de 13e eeuw was de elite van het Sakyaklooster een instrument in handen van de Mongoolse heersers van de Yuan dynastie uit Noord-China. Met de afname van de macht van de Mongolen, tegen het midden van de 14e eeuw, had het keizerlijk hof van Yuan minder mogelijkheden om zich met Tibet te bemoeien. Dit viel samen met de opsplitsing van het leidende Khon-geslacht van de Sakya-traditie in vier takken die het soms oneens waren. Na het aftreden als hoofdabt van de geleerde Lama Dampa Sonam Gyaltsen in 1347, werd zijn 15-jarige neef hoofdabt of Sakya trizin van het klooster. Deze Lodro Gyaltsen was de zoon van de Dishi (keizerlijk leermeester in een patroon-priesterrelatie) Künga Gyaltsen Päl Sangpo (1310-1358). Het dagelijks bestuur over Tibet werd afgehandeld door een dpon-chen of ponchen, een zetbaas van de keizer die ook in Sakya was gestationeerd.
Tijdens de periode dat Lodro Gyaltsen als Sakya trizin optrad, waren dit achtereenvolgens: Gyalwa Zangpo (1344-1347), Wangtson (1347-circa 1350), opnieuw Gyalwa Zangpo (c. 1350-1357), Namkha Tenpai Gyaltsen (c. 1357) en Palbum.

## Overwinning van Phagmodru
Intussen had de Phagmodru-dynastie, een van de dertien tienduizendschappen van Centraal Tibet, aan kracht gewonnen. Dit gebeurde onder hun energieke leider, de Tai Situ (leider van de karma kagyü, een andere boeddhistische stroming) Changchub Gyaltsen. Changchub Gyaltsen was eerder gevangen gezet door de dpon-chen Gyalwa Zangpo in 1346, maar een jaar later weer door hem vrijgelaten omdat Gyalwa Zangpo ontevreden was over zijn vervanging door Wangtson en een sterke bondgenoot wilde. In de volgende jaren bevocht Changchub Gyaltsen zowel locale regimes in Centraal-Tibet als de persoon Wangtson met relatief succes. De nog jonge Lodrö Gyaltsen had weinig invloed op deze gebeurtenissen, de onderhandelingen met Changchub werden deels geregeld door zijn oom en voorganger Sonam Gyaltsen. Rond 1350 was Changchub Gyaltsen de dominante factor geworden in U (Oost-Centraal Tibet), en was Gyalwa Zangpo terug op zijn post als dpon-chen. 
In 1354 deed Gyalwa Zangpo een beroep op Changchub Gyaltsen om Sakya te redden van de Nangpa clan. De troepen van de Phagmodru-dynastie intervenieerden met succes; van toen af was de macht van Sakya beperkt tot hun eigen klooster en landgoed. Bovendien was er sprake van interne twisten wat in 1357 leidde tot de moord op de invloedrijke lama Kunpangpa, oom van Lodrö Gyaltsen. Dit werd gevolgd door de plotselinge afzetting van de dpon-chen Gyalwa Zangpo. Changchub Gyaltsen, die intussen de titel Tai Situ had ontvangen van de Mongoolse heerser Toghon Temür (keizer van 1333-1368), stelde orde op zaken in het onbekwaam geworden Sakya en legerde er een garnizoen. Een telg uit het geslacht Khon, Kunga Rinchen, zou vervolgens benoemd zijn tot van het belangrijkste Sakya-paleis Zhitog. Uit andere informatie volgt dat Lodrö Gyaltsen abt bleef tot zijn dood in 1365. Hoe het ook zij, Changchub Gyaltsen werd als regent over geheel U-Tsang aangesteld. Hoewel de geestelijke elite van Sakya met respect werd behandeld, was hun periode als machtsfactor in Tibet voorbij.